# أوف لاج الثالث عشر-بي
```
أوف لاج الثالث عشر-بي
 
معسكر أسرى
 
حرب
 
للجيش الألماني في
 
الحرب العالمية الثانية
 
لإعتقال الضباط
 ( 
Offizierslager
 )، وقع في منطقة 
Langwasser
 في 
نورمبرغ
. في عام 1943 تم نقله إلى موقع 
3 كيلومتر (1.9
 
ميل)
 جنوب بلدة 
هاميلبورغ
 في 
فرانكونيا السفلى
، 
بافاريا
، 
ألمانيا
 .
```

لاجر هاميلبورغ ("معسكر هاميلبورغ") كان معسكر تدريب كبير للجيش الألماني، افتتح في عام 1873. تم استخدام جزء من هذا المعسكر كمخيم أسرى حرب لأفراد جيش الحلفاء خلال الحرب العالمية الأولى. بعد عام 1935 كان معسكر تدريب ومنطقة تدريب عسكرية للجيش المعاد تشكيله حديثًا. في الحرب العالمية الثانية، استخدم الجيش أجزاء من معسكر هاميلبورغ من أجل Oflag XIII-B. تتكون من مبانٍ حجرية. شتالاج الثالث عشر-سي للرتب الأخرى وضباط الصف على مقربة.

## تاريخ المخيم
في مايو 1941  تم فصل جزء من أوفلاج الثالث-إيه، نورمبرغ، وتم إنشاء معسكر جديد، يسمى Oflag XIII-B، تم إنشاؤه للضباط اليوغسلافيين، وأغلبهم من الصرب الذين تم القبض عليهم في حملة البلقان. في أبريل 1943 تم نقل ما لا يقل عن 3000 ضابط صربي من لانغفاسر إلى هاميلبورغ. كان العديد منهم أعضاء في هيئة الأركان العامة اليوغوسلافية، وكان بعضهم أسرى حرب في ألمانيا خلال الحرب العالمية الأولى.
في 11 يناير 1945 وصل الضباط الأمريكيون الذين تم أسرهم خلال معركة الثغرة وتم وضعهم في مجمع منفصل. كان من بين هؤلاء الملازم دونالد بريل. بحلول 25 يناير، كان العدد الإجمالي للأمريكيين 453 ضابطًا، و12 ضابط صف و18 جنديًا.